# Туат (язык)
Туат (также туатский, диалекты оазисов Туат; англ. tuat, touat, tuat, twat, tuwat, tawat) — идиом зенетской группы северноберберской ветви берберо-ливийской семьи, распространённый на западе центральной части Алжира (в пустыне Сахара) — главным образом в регионе Туат. Рассматривается как отдельный язык или как диалект языка тазнатит.

Общая численность носителей языков туат и гурара, а также южнооранских диалектов составляет порядка 58 тыс. человек (2007). Язык бесписьменный.

## Вопросы классификации
Язык туат относят к группе зенетских языков. Он наиболее близок языку гурара и диалектам южного Орана, которые вместе с ним рассматриваются как отдельное языковое объединение в составе зенетских языков — западносахарская подгруппа (также туатская, юго-западно-зенетская). Данную подгруппу нередко объединяют вместе с языками мзаб-уаргла по территориальному признаку (распространены в оазисах алжирской Сахары), хотя они не образуют генетического единства. Так, например, в классификации, представленной в справочнике языков мира Ethnologue, туат вместе с гурара и диалектами южного Орана (рассматриваемыми как диалекты языка тазнатит), а также вместе с языками мзаб, уаргла и ригх объединены в подгруппу мзаб-уаргла.

В классификации берберских языков в статье «Берберо-ливийские языки» А. Ю. Милитарёва, опубликованной в лингвистическом энциклопедическом словаре, туат и гурара отмечены как отдельные языки.

В классификации, опубликованной в работе С. А. Бурлак и С. А. Старостина «Сравнительно-историческое языкознание», в оазисной подгруппе зенетских языков приводится только близкий языку туат гурара вместе с языками мзаб, уаргла и ригх.

Британский лингвист Роджер Бленч (Roger Blench) в своей предварительной классификации афразийских языков включил туат в рифскую подгруппу (кластер) вместе с языками и диалектами шауйя, тидикельт, рифским, гхмара, тлемсен и языками и диалектами бассейна реки Шелифф (северо-восточно-зенетскими языками), в то время как гурара отнёс к кластеру мзаб-уаргла вместе с языками и диалектами мзаб, уаргла, гардая, ригх (тугурт), сегхрушен, фигиг, сенхажа и изнасын.

## Ареал и численность
Язык туат распространён в пустыне Сахара на западе центральной части Алжира — в регионе Туат, который представляет собой группу оазисов к югу от региона Гурара и к западу от плато Тадемаит и региона Тидикельт в провинции Адрар (располагается вдоль сухого русла Сауры от города Адрар на севере до города Регган на юге, включает населённые пункты Таментит, Титаф, Зауйет Кунта, Сали и другие).
Ареал языка туат находится в окружении областей с арабоязычным населением, к северу от области распространения языка туат размещается ареал языка гурара, к юго-востоку — ареал языка тидикельт.
Численность говорящих на языке туат вместе с носителями близкородственных языка гурара и южнооранских диалектов составляет порядка 58 тыс. человек (2007). По данным сайта Joshua Project численность этнической группы тазнатит — 141 000 человек. В «Атласе языков мира, находящихся под угрозой исчезновения» (Atlas of the World’s Languages in Danger) организации UNESCO приводятся оценочные данные по численности носителей диалектов тазнатит на 2008 год в 80 000 человек.